# Documenta

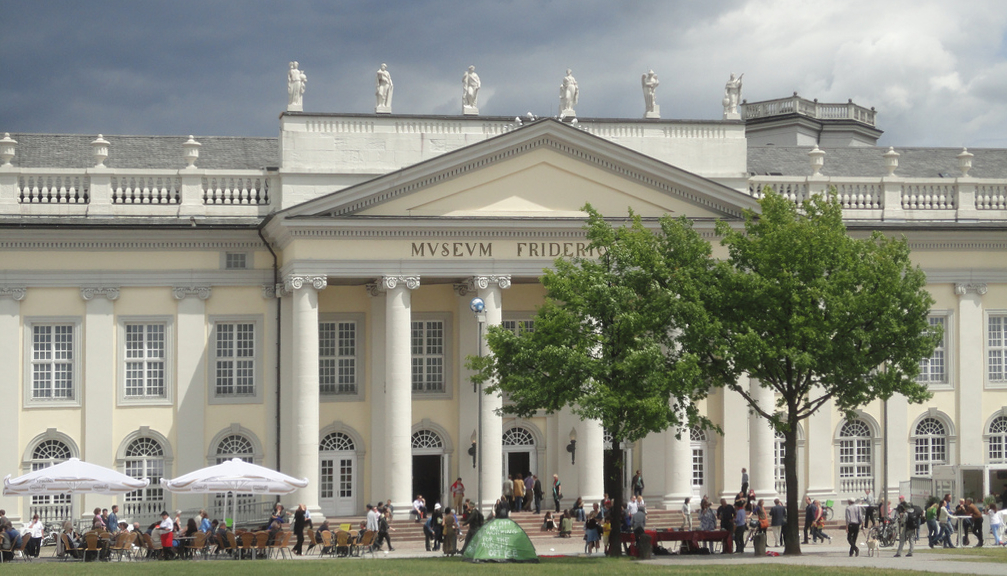
Das Fridericianum in Kassel während der Documenta 13 (2012)

Die Documenta (Eigenschreibweise: documenta) ist die weltweit bedeutendste Reihe von Ausstellungen für zeitgenössische Kunst. Sie findet alle fünf Jahre statt (ursprünglich alle vier Jahre) und dauert jeweils 100 Tage; sie wird daher auch als Museum der 100 Tage bezeichnet. Die erste documenta wurde 1955 veranstaltet und ging auf die Initiative von Arnold Bode zurück. Standort der documenta ist Kassel.
Die documenta präsentiert einen Querschnitt durch die aktuelle Kunst aus dem Blickwinkel des jeweiligen Kurators, der im Kontext der documenta künstlerischer Leiter genannt wird. Ihre Geschichte ist voller Gegensätze und Brüche, in der sich unterschiedliche künstlerische und kuratorische Haltungen, Philosophien und Theorien ebenso widerspiegeln wie politische und gesellschaftliche Zeitströmungen. Als weltweit einzige Institution von vergleichbarer Bedeutung gilt die Biennale von Venedig.

## Beschreibungszitat
„… die documenta hat die Kunstwelt immer wieder erschüttert, ob in armen, nach Kunst dürstenden Nachkriegszeiten, in aufrührerischen Revolte-Jahren, in der unbeschwerten Epoche des ausgehenden 20. Jahrhunderts oder dem von der Globalisierung geprägten Jahrhundertwechsel. Die documenta-Geschichte ist eine Geschichte der Niederlagen, des Zweifels, der Skandale und gleichzeitig der Erneuerung, der Erkenntnis, der künstlerischen Produktivkraft. Immer aber war sie eine Erfolgsgeschichte …“

## Wortschöpfung „documenta“

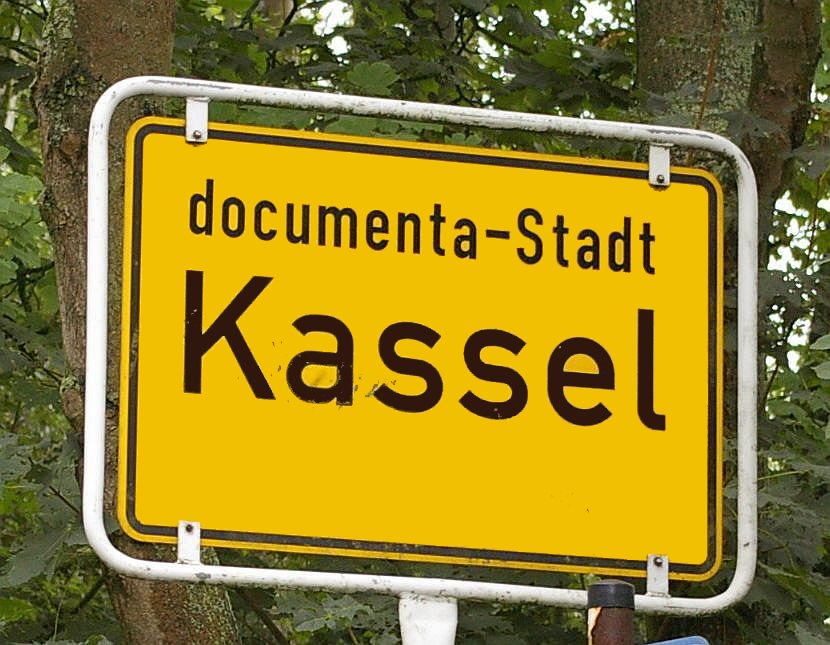
Ortstafel von Kassel

Der Name der Ausstellung ist ein Kunstwort. Die Bezeichnung trägt den Anspruch insbesondere der ersten documenta von 1955 in sich, eine Dokumentation zu sein über die moderne Kunst, die den Deutschen während der Zeit des Nationalsozialismus nicht zugänglich war. Aus dem Umkreis von Arnold Bode wurde kolportiert, bei der Namensfindung habe eine Rolle gespielt, dass das lateinische Wort documentum die Worte docere ‚lehren‘ und mens ‚Geist‘ in sich trage – und damit Ziel und Anspruch der documenta gut wiedergebe.
Die Namensgebung kommt aus dem Umfeld von Arnold Bode; wer der genaue Urheber ist, ist heute nicht mehr genau nachweisbar. Arnold Bode selbst reklamierte die Urheberschaft für das Wort documenta klar für sich: „[19]50 habe ich den Namen erfunden.“ Die Wortschöpfung documenta ist eine typische Kreation der 1950er-Jahre. In – damals moderner – Kleinschreibung und mit angehängtem „a“ (Arnold Bode: „machen wir ein ‚a‘ dran, das klang sehr gut …“) erinnert es an andere Wortschöpfungen dieser Zeit, beispielsweise an die Baumesse Constructa (ab 1951) in Hannover.
Für das Kunstwort existiert keine festgelegte Pluralbildung. Sowohl die Mehrzahlbildung „documenten“ als auch Wortkombinationen wie „documenta-Ausstellungen“ sind üblich. Bode selbst und andere Ausstellungsleiter der documenta verwendeten beides (Arnold Bode: „das Museum Fridericianum bietet sich an, zwischen den documenten als Club, …“ oder Manfred Schneckenburger: „Die einzelnen documenten fanden in folgenden Jahren statt“).
Der Name der Ausstellung wird von den Machern bis heute in der Regel klein geschrieben. Oft wird documenta auch abgekürzt als „d“, gefolgt von der jeweiligen Zahl, (beispielsweise „d 12“) bezeichnet. Angelehnt an die Ausstellungsdauer wird die documenta auch „Museum der 100 Tage“ genannt. Unabhängig davon, wer der Urheber des Kunstwortes war, wurde das Ziel der Kreation erreicht. Die Wortschöpfung sollte zeitlos sein. Und inzwischen ist documenta auch ein Quasi-Synonym für „zeitgenössische Kunst“ geworden.

## Entwicklung

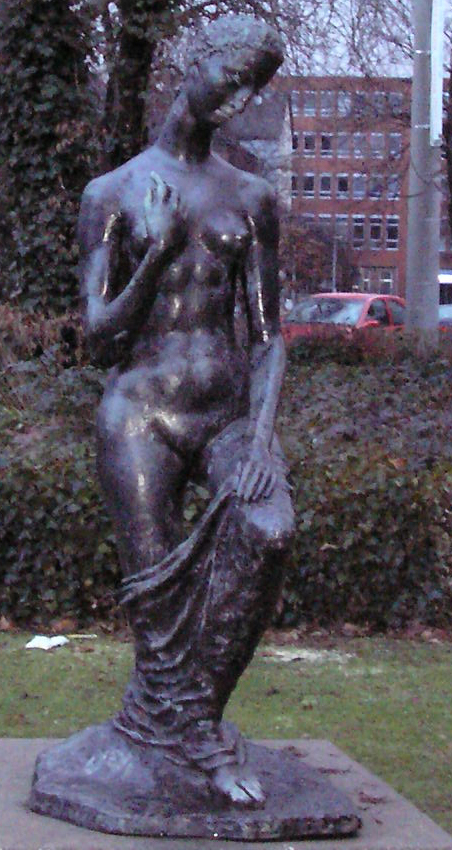
Wilhelm Lehmbrucks Kniende (1911). Sie stand auf der documenta 1 im Eingangsbereich des Fridericianums.

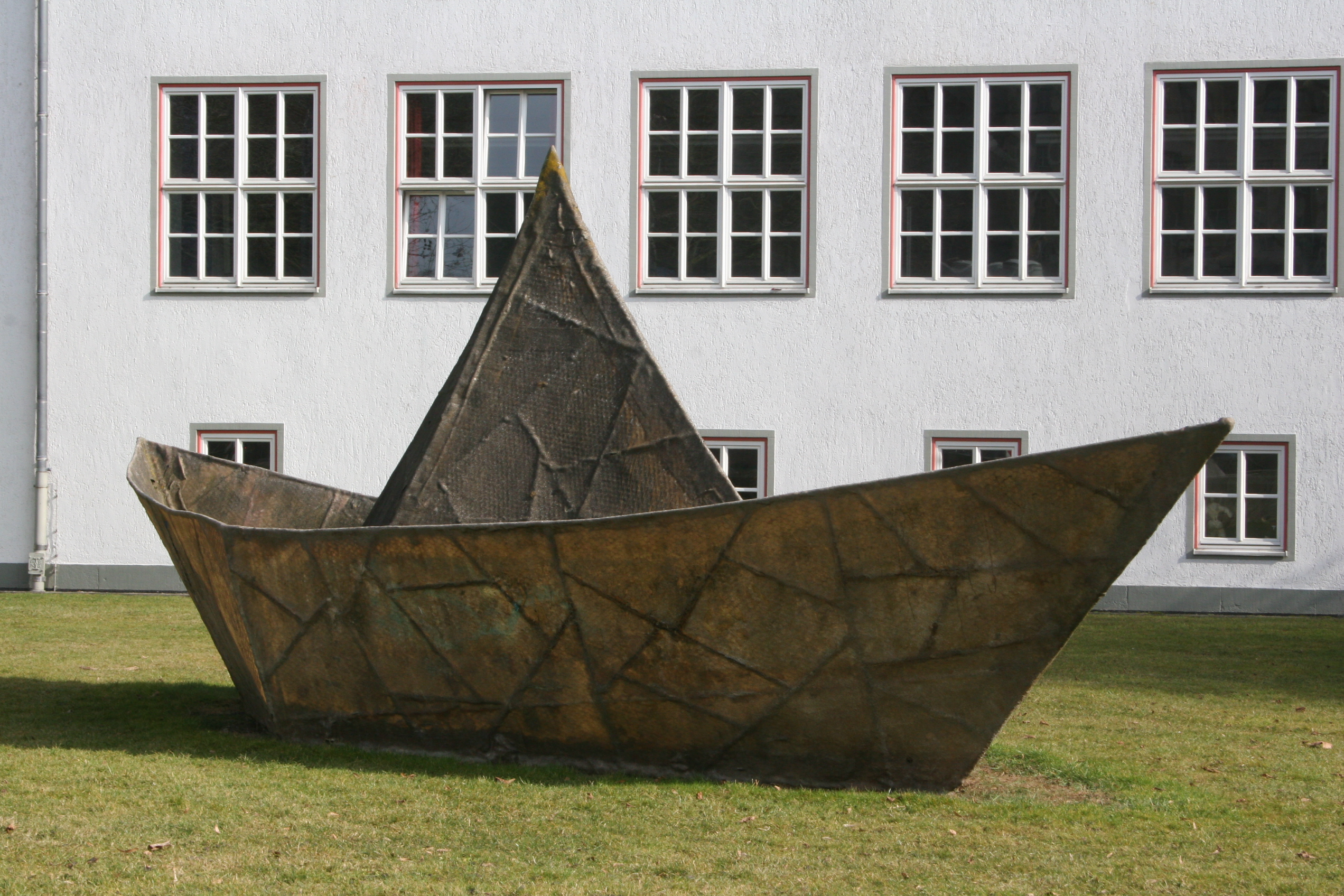
Tante Olga von Anatol Herzfeld, documenta 6 1977

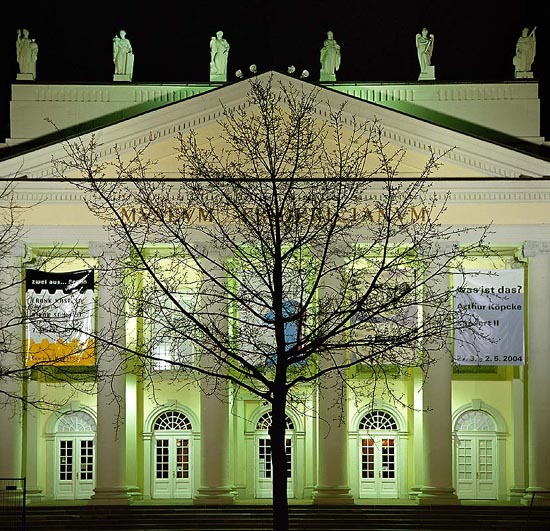
Stadtverwaldung von Joseph Beuys, Eiche vor dem Museum Fridericianum, documenta 7

Bereits zu Beginn des 20. Jahrhunderts fanden in Kassel Ausstellungen statt, die Kunst aus aller Welt zeigten, darunter die Jubiläumskunstausstellung (Deutsche Kunst-Ausstellung) 1913 mit dem Schwerpunkt „Jugendstil“. Anerkennung fand die 1929 veranstaltete Vierte Kunstausstellung an der Orangerie mit dem Schwerpunkt „Neue Kunst“. Zu Zeiten des Nationalsozialismus fanden keine bedeutenden Kunstausstellungen mehr statt.
Initiator der ersten documenta war der Kasseler Kunstprofessor und Designer Arnold Bode. Anlässlich der Bundesgartenschau 1955 gelang es ihm, mehr als 130.000 Besucher anzuziehen. Schwerpunkt dieser ersten Ausstellung war weniger die „zeitgenössische Kunst“, also die nach 1945 entstandene, vielmehr wollte Bode den Besuchern vor allem die Arbeiten derjenigen Künstler nahebringen, die während der NS-Zeit unter der Bezeichnung „Entartete Kunst“ in Deutschland verfemt wurden. Daher stand die Abstrakte Kunst, insbesondere die Abstrakte Malerei der 1920er und 1930er Jahre im Mittelpunkt der ersten Ausstellung.
Im Rahmen der folgenden Jahre verlagerte sich der Schwerpunkt zur zeitgenössischen Kunst. Anfangs war die Schau auf Europa beschränkt, doch bald umfasste sie auch Werke von Künstlern aus Amerika, Afrika und Asien.
Die CIA soll dabei mit Institutionen wie dem Museum of Modern Art und dem Kongress für kulturelle Freiheit die Ausstellung von Werken moderner US-amerikanischer Künstler wie Jackson Pollock, Mark Rothko, Barnett Newman, Franz Kline u. a. gefördert haben.
| Bezeichnung       | Jahr | Leiter                       | Künstler   | Exponate | Besucherzahl                       |
| ----------------- | ---- | ---------------------------- | ---------- | -------- | ---------------------------------- |
| documenta         | 1955 | Arnold Bode, Werner Haftmann | 148        | 670      | 130.000                            |
| II. documenta     | 1959 | Arnold Bode, Werner Haftmann | 338        | 1770     | 134.000                            |
| documenta III     | 1964 | Arnold Bode, Werner Haftmann | 361        | 1450     | 200.000                            |
| 4. documenta      | 1968 | 24-köpfiger documenta-Rat    | 151        | 1000     | 220.000                            |
| documenta 5       | 1972 | Harald Szeemann              | 218        | 820      | 228.621                            |
| documenta 6       | 1977 | Manfred Schneckenburger      | 622        | 2700     | 343.410                            |
| documenta 7       | 1982 | Rudi Fuchs                   | 182        | 1000     | 378.691                            |
| documenta 8       | 1987 | Manfred Schneckenburger      | 405        | 600      | 474.417                            |
| documenta IX      | 1992 | Jan Hoet                     | 189        | 1000     | 603.456                            |
| documenta X       | 1997 | Catherine David              | 120        | 700      | 628.776                            |
| Documenta11       | 2002 | Okwui Enwezor                | 118        | 450      | 650.924                            |
| documenta 12      | 2007 | Roger M. Buergel, Ruth Noack | 114        | über 500 | 754.301                            |
| dOCUMENTA (13)    | 2012 | Carolyn Christov-Bakargiev   | 187        |          | 904.992                            |
| documenta 14      | 2017 | Adam Szymczyk                | über 160   | 1500     | 891.500 in Kassel 339.000 in Athen |
| documenta fifteen | 2022 | ruangrupa                    | über 1.500 |          | über 738.000                       |
| documenta 16      | 2027 | Naomi Beckwith               |            |          |                                    |

## Ausstellungsorte

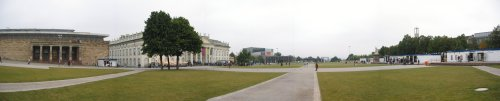
Verzerrtes Panorama des Friedrichsplatzes mit Fridericianum (2. Geb. von links) und Documenta-Kassenhäuschen (rechts)

Die documenta nutzt unterschiedliche Ausstellungsorte innerhalb des Stadtgebietes von Kassel. Fester Ort seit 1955 ist das Fridericianum. Seit 1992, der DOCUMENTA IX, kam die neu erbaute documenta-Halle hinzu. Daneben werden – jeweils nach den Vorstellungen des künstlerischen Leiters – auch andere Museen in Kassel für die Dauer der Ausstellung zum Bestandteil der documenta. Hinzu kommen Gebäude, die regulär nicht für Ausstellungszwecke genutzt werden und daher über den Aspekt der ausgestellten Kunst hinaus weitere Einblicke gewähren, etwa als technische oder infrastrukturelle Anlagen.
Neben den künstlerischen Arbeiten, die innerhalb von Gebäuden präsentiert werden, sind auch Werke unter freiem Himmel fester Bestandteil der documenta. Standorte dieser Außenarbeiten sind traditionell der Friedrichsplatz, vor dem Fridericianum, sowie die Karlsaue, eine innerstädtische Parkanlage. Aber auch andere Örtlichkeiten innerhalb der Stadt wurden bereits genutzt.
Außenstellen der dOCUMENTA (13) befanden sich in Kabul und Bamiyan in Afghanistan, Alexandria und Kairo in Ägypten sowie Banff in Kanada.
Die documenta 14 fand in Kassel (10. Juni bis 17. September 2017) und am gleichberechtigten Standort Athen (8. April bis 16. Juli 2017) statt. An beiden Orten waren Werke derselben Künstler zu sehen, allerdings unterschiedliche Arbeiten.

## Besucher-Struktur

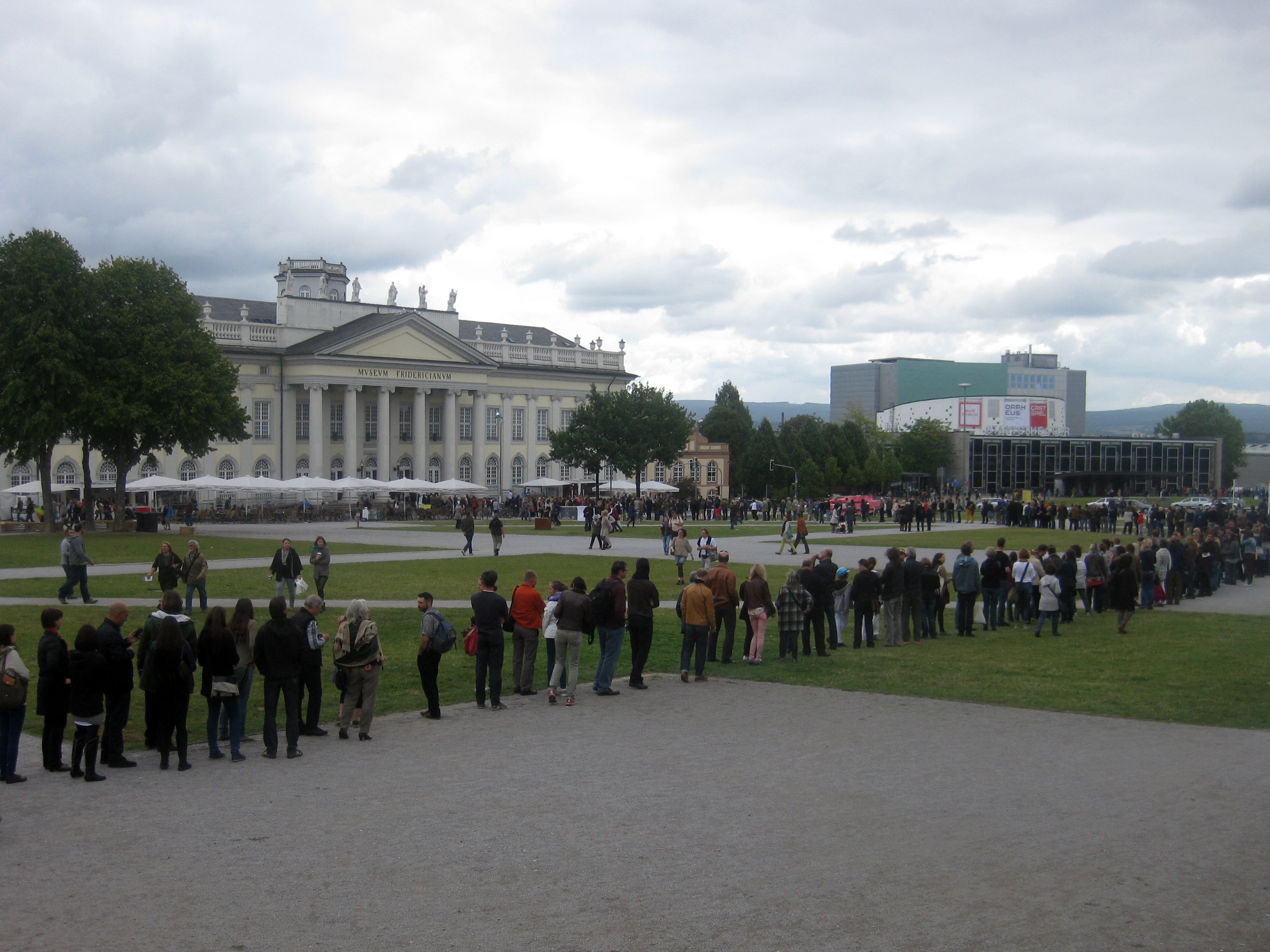
Besucher am letzten Wochenende der dOCUMENTA (13)

Eine Studie, die der Verwaltungsökonom Gerd-Michael Hellstern von der Universität Kassel erstellt hat, lieferte basierend auf Befragungen während der Documenta11 im Jahr 2002 Zahlen zur Besucher-Struktur:
Danach kamen nur 7 Prozent der Besucher unmittelbar aus Kassel, dagegen reisten 27 Prozent aus dem Ausland an. 57 Prozent der Befragten zählten sich zur Gruppe der Stammbesucher. 61 Prozent der Menschen, die die Ausstellung im Jahr 2002 besuchten, wollten 2007 wiederkommen. Die Veranstaltung wird von Jüngeren dominiert: 22,5 Prozent waren zwischen 30 und 39 Jahren alt, die zweitstärkste Gruppe stellten die 20- bis 29-Jährigen mit 21,8 Prozent. Ein Drittel der Befragten waren Akademiker, aber nur 1,2 Prozent Facharbeiter.

## Organisation
Organisiert wird die Weltausstellung zeitgenössischer Kunst durch die documenta und Museum Fridericianum Veranstaltungs-GmbH, eine gemeinnützige Gesellschaft, die von der Stadt Kassel und dem Land Hessen als Gesellschafter getragen und finanziert und zudem durch die Kulturstiftung des Bundes finanziell unterstützt wird. Der jeweilige Oberbürgermeister der Stadt Kassel hat den Vorsitz des Aufsichtsrates inne.
Ehemaliger Geschäftsführer war Bernd Leifeld (seit 1996), der mit Ablauf Juni 2014 in den Ruhestand ging. Der Aufsichtsrat wählte die geschäftsführende Verlegerin des Hatje Cantz Verlags, Annette Kulenkampff, als Nachfolgerin. Ende 2017 verkündete der Aufsichtsrat das Ausscheiden der Geschäftsführerin. Zum Nachfolger wurde zunächst der Musikmanager Wolfgang Orthmayr ernannt, gefolgt von Sabine Schormann, die zuvor in Hannover in der Geschäftsführung der VGH-Stiftung sowie als Geschäftsführerin und Direktorin der Niedersächsischen Sparkassenstiftung tätig war. Nach dem Ausscheiden Schormanns zum 16. Juli 2022 aufgrund des Antisemitismus-Eklats auf der documenta fifteen folgten ihr interimsweise der frühere documenta-Geschäftsführer und Gründungsvorstand der Kulturstiftung des Bundes, Alexander Farenholtz sowie der Jurist Ferdinand von Saint André nach. Zum 1. Mai 2023 übernahm Andreas Hoffmann die Geschäftsführung.

## documenta archiv
Auf Anregung von Arnold Bode entstand 1961 in Kassel das documenta Archiv. Es beherbergt die Akten der verschiedenen documenta-Ausstellungen, eine wissenschaftliche Spezialbibliothek sowie eine Mediensammlung.

## In Kassel verbliebene Außenarbeiten

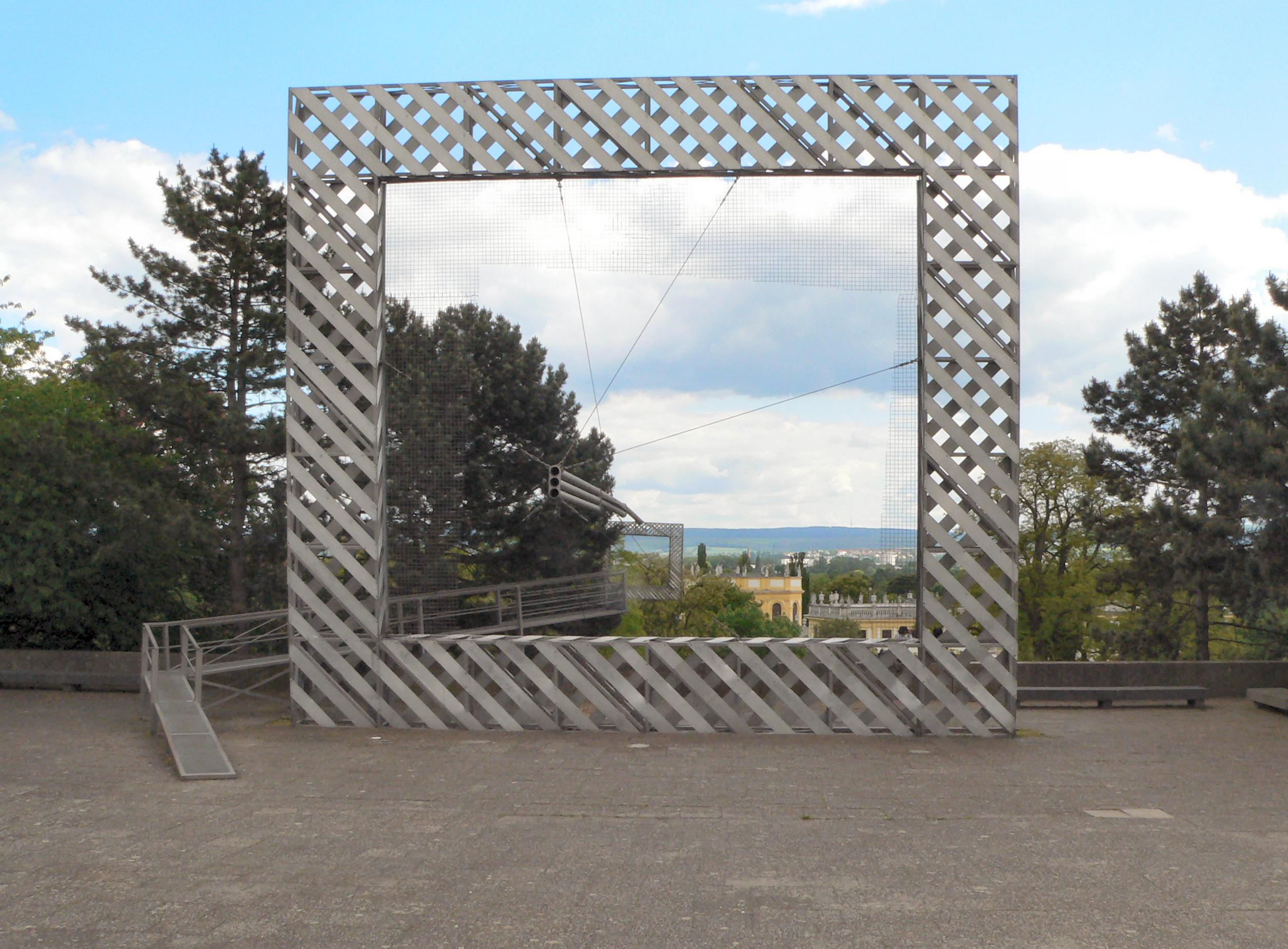
Rahmenbau am Staatstheater
Haus-Rucker-Co 1977

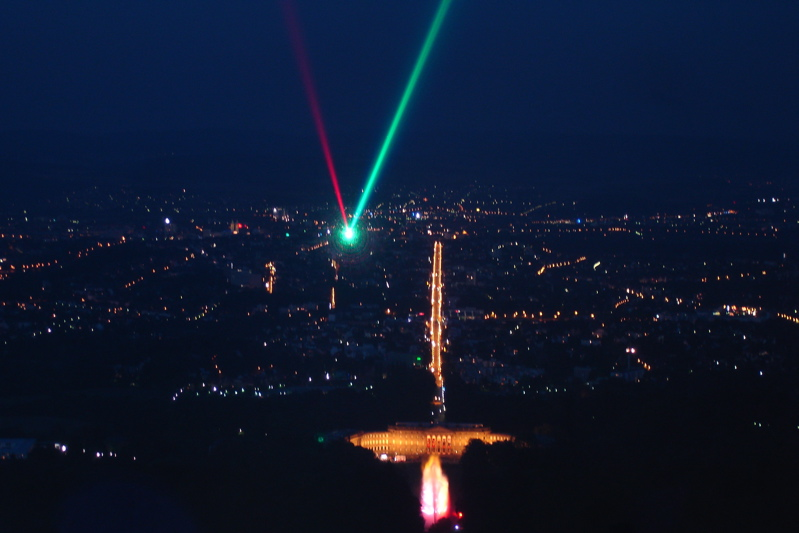
Laserscape Kassel Blick vom Karlsberg Kassel
Horst H. Baumann 1977

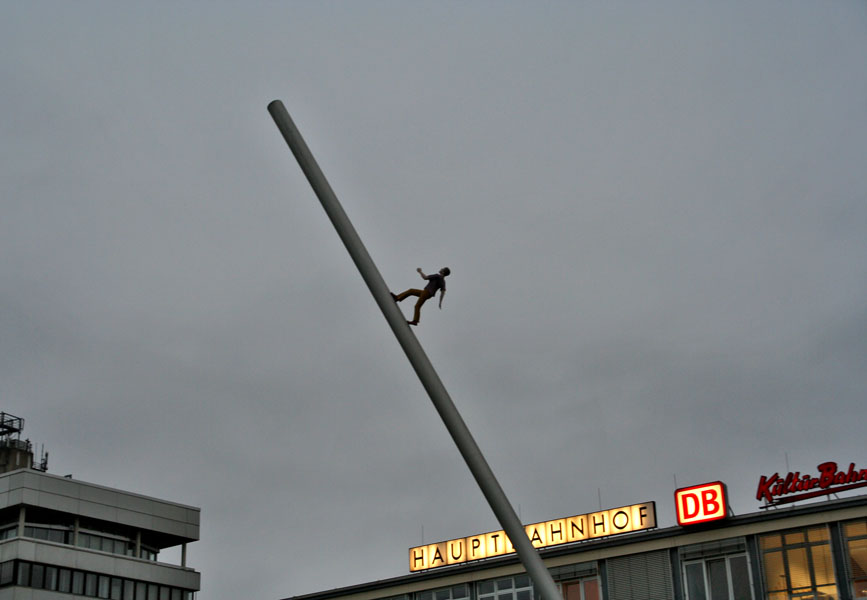
Man walking to the sky (Himmelsstürmer) vor dem Kulturbahnhof in Kassel
Jonathan Borofsky 1992

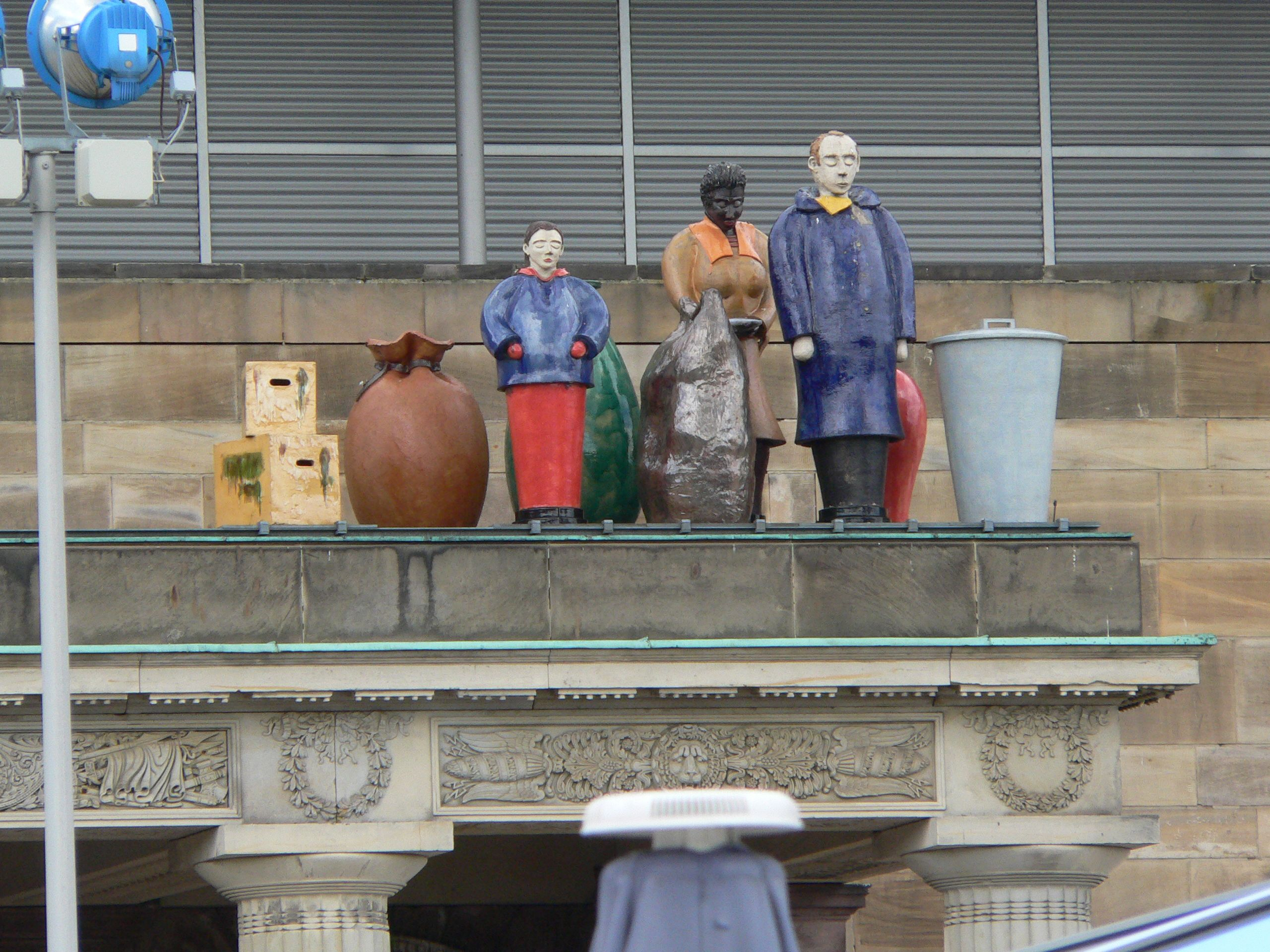
Figurengruppe Die Fremden am Friedrichsplatz
Thomas Schütte 1992

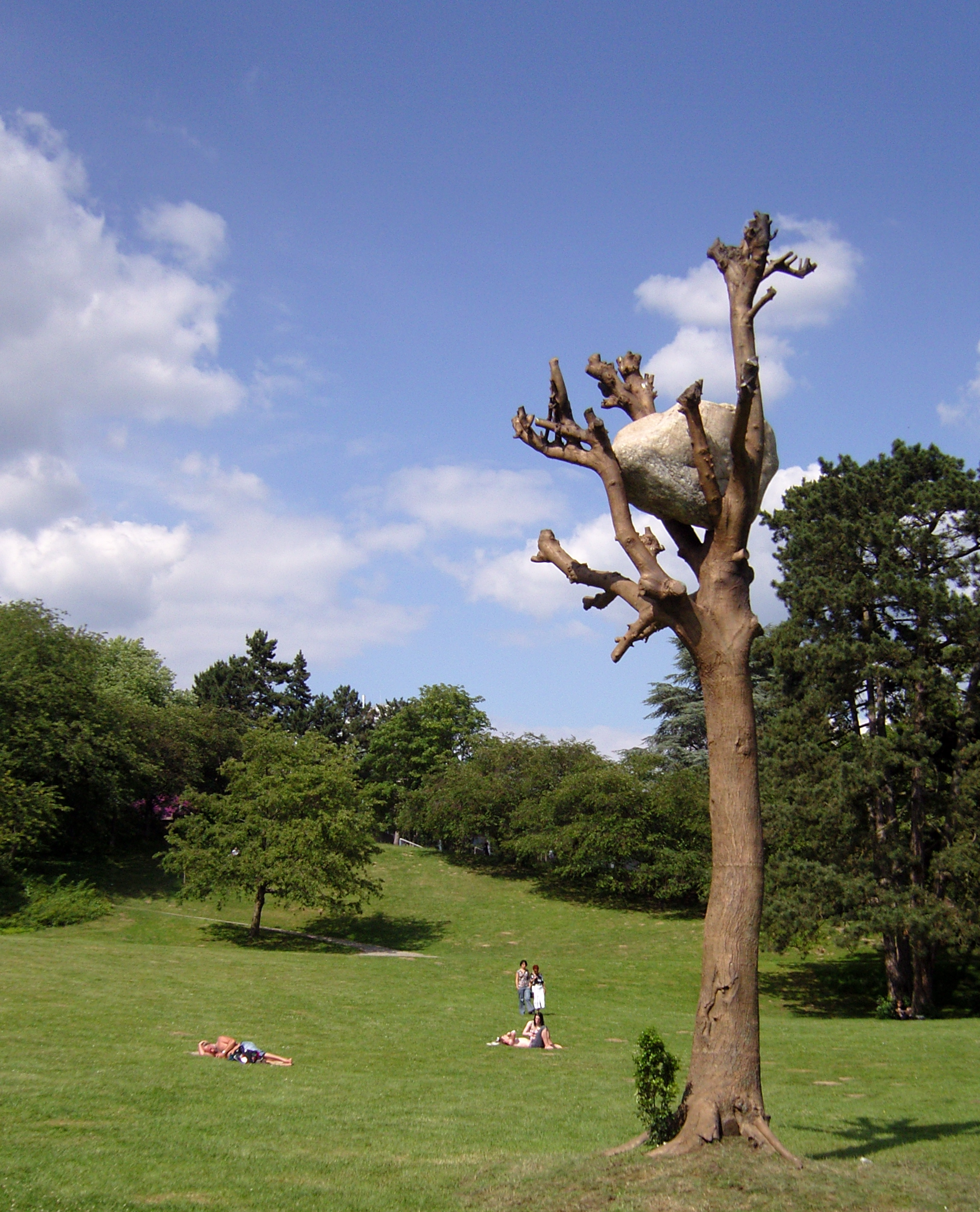
Zeichen der umfassenden Schwierigkeit der Aufgaben für die Zukunft: „Idee di Pietra“
Giuseppe Penone 2010

Zur dauerhaften „Dokumentation“ der jeweils aktuellen Kunst verblieben wenige der ausgestellten Werke als Ankäufe in Kasseler Museen. Einige Außenarbeiten finden sich heute im Stadtbild, wobei das Projekt 7000 Eichen von Joseph Beuys mit dem provokativen Untertitel „Stadtverwaldung statt Stadtverwaltung“ wohl die wichtigste sein dürfte. Anlässlich der documenta 6, im Jahr 1977, entstand die begehbare Stahlskulptur Rahmenbau des österreichischen Künstlerkollektivs Haus-Rucker-Co. Durch den Künstler Horst H. Baumann wurde die weltweit erste Laserinstallation im öffentlichen Raum, zwischen Zwehrenturm, Herkules, Orangerie und Karlsaue, eingerichtet. Später wurde sie als Laserscape Kassel reaktiviert und ist in modifizierter Form bis heute in Betrieb. Das aus Polyester gefertigte und an ein gefaltetes Papierboot erinnernde Traumschiff Tante Olga von Anatol Herzfeld fand einen Platz auf dem Gelände der Heinrich-Schütz-Schule. Walter De Maria bohrte auf dem Friedrichsplatz den vertikalen Erdkilometer und füllte das Loch mit massiven Messingstäben von 5 cm Durchmesser, die, zu einem Kilometer ineinandergesteckt, dauerhaft in die Erde eingelassen wurden; von oben sieht man auf dem Friedrichsplatz nur eine Platte und in deren Mitte den runden Querschnitt des Stabes.
Zur documenta 7, 1982, verankerte Claes Oldenburg eine überdimensionale Spitzhacke am Ufer der Fulda. Der zur documenta 9, im Jahr 1992, installierte Man walking to the sky (eingedeutscht heute Himmelsstürmer genannt) von Jonathan Borofsky befindet sich inzwischen auf dem Vorplatz des Kasseler Hauptbahnhofs (nicht des ICE-Bahnhofs Kassel-Wilhelmshöhe). Ebenfalls in Kassel blieb ein Teil von Thomas Schüttes Figurengruppe „Fremde“, die auf dem Altan des ehemaligen Roten Palais am Friedrichsplatz installiert ist. Der andere Teil dieser Skulpturen steht auf dem Dach der Musik- und Kongresshalle in Lübeck.
Die Skulptur von Jimmie Durham This Stone is from the mountain – This stone is from the Red Palace zur documenta IX, 1992, die sich auf dem zweiten Absatz der Gustav-Mahler-Treppe befand, ist im Sommer 2011 entfernt worden. Während der dOCUMENTA (13) waren beide Steine erneut Bestandteil der Kunstausstellung (Kunstwerk 54 – 51° 18′ 9″ N, 9° 29′ 9″ O)
Die Stahlkonstruktionen (Spitzhacke, Rahmenbau und Himmelsstürmer) wurden in enger Rücksprache mit den Künstlern vom Kasseler Unternehmen „Stahlbau Lamparter“ gefertigt.
Die 1992 vom Landschaftsplaner Gustav Lange im Rahmen einer umstrittenen Umgestaltung des zentralen Kasseler Königsplatzes errichtete Treppe ins Nichts war entgegen weit verbreiteten Ansichten keine originäre documenta-Arbeit. Sie wurde nur auf Drängen und verbunden mit finanziellen Zusicherungen der Stadt vom damaligen Leiter Jan Hoet als Teil der documenta eingeordnet. Das umstrittene Kunstwerk wurde im Jahr 2000 in einer nicht legalen Aktion, eingeleitet von Kassels damaligem Oberbürgermeister Georg Lewandowski, abgerissen.
Seit 2010 befinden sich Giuseppe Penones Idee di Pietra (Ansichten eines Steins) in der Karlsaue nahe der Orangerie.
Nicht wenige dieser Kunstwerke stießen in der Kasseler Bevölkerung zunächst auf Skepsis oder Ablehnung und mussten gegen erhebliche Widerstände durchgesetzt werden, wie etwa der vertikale Erdkilometer oder die sich mittlerweile großer Wertschätzung erfreuenden 7000 Eichen. Stadtverwaldung anstatt Stadtverwaltung von Beuys. Letztere waren zum Zeitpunkt ihrer Installation zwischen 1982 und 1987 ein Aufruf gegen die kritische und diskussionsereifernde Ohnmächtigkeit der Versteinerung von Menschen und Städten.
Ein etwas außerhalb liegendes Kunstwerk ist die Künstler-Nekropole, die sich am Blauen See im Habichtswald befindet. Sie ist ein Friedhof, auf dem Künstler ihren eigens entworfenen Grabstein schon zu Lebzeiten aufstellen können. Man erreicht die Nekropole auf einem ca. halbstündigen Spaziergang durch den Wald.
Das von Janet Cardiff und George Bures Miller geschaffene Kunstwerk „Alter Bahnhof Video Walk“, das auf der documenta(13) 2012 im Kulturbahnhof ausgestellt wurde, wurde von der Stadt angekauft und steht weiterhin zur Ausleihe durch das Stadtmuseum zur Verfügung. Dabei lädt ein kleiner tragbarer Mediaplayer mit Bildschirm und Kopfhörer zu einem Spaziergang durch den alten Kasseler Bahnhof ein, auf dem sich die Geschichte Kassels mit künstlerischer Fiktion vermischt.
Zur documenta 14 schuf der Künstler Olu Oguibe für den Kasseler Königsplatz einen monumentalen Obelisken mit der viersprachigen Inschrift „Ich war ein Fremdling und ihr habt mich beherbergt“. Für das Kunstwerk, das auch nach dem Ende der Kunstausstellung zunächst auf dem zentralen Kasseler Platz stehen blieb, wurde Oguibe von der Stadt Kassel mit dem Arnold-Bode-Preis ausgezeichnet. Nachdem der Ankauf des Mahnmals an Kontroversen um den Standort des Obelisken gescheitert war, entfernte die Stadt Kassel das Mahnmal am 3. Oktober 2018 in einer unangekündigten Aktion vom Königsplatz und lagerte es auf einem Bauhof ein. Am 11. Oktober 2018 gab die Stadt Kassel bekannt, dass der Obelisk auf der Treppenstraße wieder aufgebaut wird und dort dauerhaft verbleiben soll.

## Kontroversen

### NS-Vergangenheit Werner Haftmanns
2019 wurde bekannt, dass Werner Haftmann, in der Gründungs- und Frühphase der documenta „der wichtigste Berater Arnold Bodes“, von 1937 bis 1945 Mitglied der NSDAP gewesen war. Weiterhin wurde bekannt, dass Haftmann seit 1933 SA-Mitglied war. Ein von Haftmann unterschriebenes Vernehmungsprotokoll legt nahe, dass er an der Folterung von Partisanen in Italien beteiligt war. Nach Einschätzung von Ingo Arend hätte das documenta-Narrativ von der Wiedergutmachung gegenüber Verfemten und „Entarteten“ sowie das Bekenntnis zur Moderne als taktisches Kalkül zur Selbstreinwaschung und zur Abwehr der Vergangenheit gewirkt. Weiterhin konstatierte Arend der documenta eine „Imprägnierung“ durch den Nationalsozialismus. Heinz Bude und Karin Wieland vertraten in der Zeit die Auffassung, dass „der ehemalige SA-Mann Haftmann“ mit einem „Weltbild eines ästhetischen Absolutismus, der sich weder von der Politik noch von der Gesellschaft irgendetwas erwartet“, zum „Inspirator der Documenta“ geworden sei und „seitdem das verborgene Curriculum dieses Museums der 100 Tage“ bestimmt hätte.

### Defizit 2017
Die documenta und Museum Fridericianum Veranstaltungs-GmbH erwirtschaftete im Zusammenhang mit der documenta 14 für das Jahr 2017 ein Defizit von 5,4 Millionen Euro und stand kurz vor der Insolvenz. Die Stadt Kassel und das Land Hessen als Gesellschafter bürgten zur Sicherstellung der Zahlungsfähigkeit mit acht Millionen Euro. Anfang 2018 nahm die Staatsanwaltschaft Kassel Ermittlungen gegen vier Verantwortliche wegen Veruntreuung auf. Anfang August 2018 verkündete die Staatsanwaltschaft die Einstellung des Verfahrens. Die Ursachen für das Zustandekommen des Defizits blieben ungeklärt. Die Geschäftsführerin Annette Kulenkampff beendete ihre Tätigkeit daraufhin zum 1. Juni 2018. Das Gesamtbudget der documenta fifteen von 42,2 Millionen wurde eingehalten.

### Antisemitismus-Eklat 2022
Im Zusammenhang mit der documenta fifteen kam es zu Antisemitismus-Vorwürfen gegen das kuratierende Künstlerkollektiv ruangrupa sowie einzelne Teilnehmende. Die Geschäftsführung und Gremien der documenta und Museum Fridericianum Veranstaltungs-GmbH wurden für ihren Umgang mit der Situation massiv kritisiert.

### Findungskommission für diedocumenta16
Nele Pollatschek kritisierte im November 2023 in der Süddeutschen Zeitung, dass der Kulturtheoretiker und Kurator Ranjit Hoskoté, Mitglied der 2023 gebildeten Findungskommission für die künstlerische Leitung der 16. documenta, 2019 eine Petition des „Indian Cultural Forums“ mit dem Betreff BDS India unterzeichnet hätte. Gemäß der Petition sei Zionismus eine rassistische Ideologie, die einen siedlerkolonialistischen Apartheidsstaat verlange, in dem Nicht-Juden nicht die gleichen Rechte hätten und der in der Praxis auf der ethnischen Reinigung von Palästinensern in den letzten sieben Dekaden bestünde. Diese Aussagen wurden von Pollatschek als „faktisch falsch“ und „deutlich antisemitisch“ gewertet. Daraufhin wurde auch in anderen Medien Kritik an der documenta geübt. So konstatierte Die Welt, dass „Ignoranz im Umgang mit Antisemitismus (...) bei der Documenta weiter systemimmanent“ sei, und die Neue Zürcher Zeitung sah, dass aus dem Antisemitismus-Eklat der documenta fifteen keine Lehren gezogen worden seien. Als Reaktion drohte Kulturstaatsministerin Claudia Roth mit der Beendigung der finanziellen Unterstützung durch den Bund. Am 13. November 2023 wurde der Rücktritt von Ranjit Hoskoté aus der Findungskommission bekannt. Der im selben Monat bekannt gewordene Rückzug der israelischen Künstlerin und Psychoanalytikerin Bracha Lichtenberg Ettinger aus der Kommission stand nach Medienberichten nicht in Zusammenhang mit der Debatte über Hoskoté. Am 16. November 2023 wurde der Rücktritt der verbliebenen vier Kommissionsmitglieder bekannt. Anfang Juli 2024 wurde die Zusammensetzung einer neuen Findungskommission öffentlich gemacht; als Mitglieder wurden der Direktor des Kölner Museums Ludwig, Yilmaz Dziewior, der Gründer des Center for Contemporary Art in Tel Aviv, Sergio Edelsztein, die Kuratorin und langjährige Redaktionsleiterin der Zeitschrift Revue Noire, N’Goné Fall, die Leiterin des Jim Thompson Art Centers in Bangkok, Gridthiya Gaweewong, die Direktorin des Mori Art Museums, Mami Kataoka, sowie die amerikanische Kuratorin Yasmil Raymond benannt.
Am 17. Dezember 2024 wurde Naomi Beckwith von der Findungskommission zur künstlerischen Leiterin der Dokumenta 16 ernannt. Beckwith war seit 2021 die stellvertretende Direktorin und Chefkuratorin des Solomon R. Guggenheim Museum in New York.